# 西村大介
西村 大介（にしむら だいすけ、1978年9月25日 - ）は、日本のシンガーソングライター、音楽プロデューサー、トラックメイカー、作詞家・作曲家。

## 来歴
東京都多摩市出身。 
2001年にバンド【SIDEKICK9】でCDデビュー。その後TOYBEATSなど幾つかのバンド活動を経て、2022年ソロプロジェクト「SIMIFUNK」も開始。 
ロック・ポップ・ビッグ・ビート・ニュー・ウェイヴを軸に、近年はヒーリング・アンビエントに傾倒した独自の音楽 世界観が評判を呼び、多様なメディア（TV番組/アニメ、企業CM etc.）や アーティストへ楽曲を提供。

## 楽曲提供

### テレビドラマ音楽
- オールドファッションカップケーキ（2022年、フジテレビ）
- グレーゾーン・アイランド（2022年、YouTube Originals）
- アキラくん（2022年、MXテレビ）
- あなたは私におとされたい（2023年、ドラマ特区 - 毎日放送）
- すんドめ（2023年、ABEMA）
- 彼のいる生活[2]（2024年、MXテレビ）
- 私は整形美人（2025年、フジテレビ）
- おとなりコンプレックス（2025年、フジテレビ）
- ジョフウ 〜女性に××××って必要ですか?〜[3]（2025年、テレビ東京）
- 殺した夫が帰ってきました（2025年、WOWOW）
- TXQ FICTION「魔法少女山田」（2025年、テレビ東京）

### 映画音楽
- 東京うんこ（監督:村松英治）（2009年）
- ひねくれてもポップ（監督:村松英治）（2011年）
- 実芭蕉（監督:村松英治）（2013年）
- 泥棒日記（監督:上條大輔）（2021年）
- わたしたちは他人です（監督:上條大輔）（2022年）エンディングテーマのみ
- 夏が来て、冬が往く（監督:彭偉）（2023年）クロダセイイチと共作
- 東京遭難（監督:加藤綾佳）（2023年）
- ねこの名はたつみ（監督:小山亮太）（2024年）

### アーティスト
- 杏  「Sugar」作詞・作曲（2011年） 「HIBISCUS feat. "E"qual」作詞・作曲（2011年）
- 奥村愛子　 「Rewaltz featuring 奥村愛子」作曲・編曲（2015年）
- GENMEPER（小野賢章、内田雄馬、土岐隼一、濱健人、勝杏里）

　  「幻滅交響曲“いい歌じゃねぇ”」「絶望キーボード」「イルカに騙されないで」作曲・編曲（2019年）
- 森川智之  「この声でまたセカイが守れるなら」作曲・編曲（2019年）
- yellowind 「BELIMO」作詞（2024年）

### テレビ音楽
- フジテレビ
  - 【めざましテレビ】
- テレビ東京
  - 【土曜ドラマ24】潜入捜査アイドル・刑事ダンス」（2016年）
  - 「ゴッドタン 2023年放送 第20回 芸人マジ歌選手権」東京03角田晃広「望む日々」サウンドプロデュース（2023年）
  - 「ゴッドタン 2025年放送 第22回 芸人マジ歌選手権」東京03角田晃広「芸人」さや香「僕らの答え」サウンドプロデュース（2025年）
- WOWOW
  - 「セカイ系バラエティ　僕声」スピンオフ「誰声」（2018年）
  - 「セカイ系バラエティ　僕声シーズン2」（2019年）
- NHK
  - 「みんなの手話」（2022年）
- NHK BSプレミアム
  - 「異世界コント番組「猿以外の惑星」（2019年）
  - 「異世界コント番組「続・猿以外の惑星」（2019年）

### アニメ
- ビジネスフィッシュ（2019年）

### CM音楽
- コニカミノルタプラネタリウム"天空"・"満天"（2016年）
- リッツ (クラッカー)スパイシーチキンサンド（2019年）
- テアトル新所沢レッツシネパーク「イスと私と映画の話」（2019年）
- Zoho JAPAN（2022年）

### プラネタリウム番組
- 「南極ヒーリング〜この地球（ほし）の果てで〜」（ナレーター多部未華子）（2015年）
- 「スターナイト・ヒーリング～星に包まれた森～」（ナレーター長谷川博己）（2018年）
- 「Gift of Light ～星明りに包まれて～」（ナレーター上白石萌音）（2020年）
- 「アラビアンナイト ヒーリング ～ 星が舞う夜 ～」（ナレーター森崎ウィン）（2023年）[4]

### その他
- 東京司法書士会「100周年記念歌 『潮踏の里』」（2019年）
- DVD吉住『せっかくだもの。』（2021年）
- ロマンスカーミュージアム「ヒストリーシアター」（2021年）
- YouTube Originalsドラマ『東海オンエア”グレーゾーン・アイランド”』  オープニングテーマ「D-HEADS」（2022年）※ソロプロジェクト「SIMIFUNK」
- 第70回よさこい祭り「だるま」サウンドプロデュース（2023年）
- テイルズ オブ フェスティバル2023 in 横浜アリーナ サウンドプロデュース（2023年）
- 第71回よさこい祭り「だるま」サウンドプロデュース（2024年）
- テイルズ オブ フェスティバル2024 in 横浜アリーナ サウンドプロデュース（2024年）